# Sventozizna
Sventozizna nebo také Sventožizň či Svatožizna byla pravděpodobně manželka velkomoravského knížete Svatopluka.
Neexistují žádné spolehlivé prameny, které by objasňovaly její původ. Pouze její jméno je doloženo za Svatoplukovým jménem v Cividalském evangeliáři (Evangelium de Cividale). Sventozizna bývá ztotožňována s nevěstou, která prý v průvodu putovala z Čech na Moravu v roce 871. Tento svatební průvod byl tehdy přepaden Franky a okraden. „Moravští Slované“, kteří „strojili svatbu a přiváděli dceru kteréhosi vévody z Čechů“ pronásledováni nepřítelem „z neznalosti“ narazili na hraniční zátarasy a před úzkou stezkou, která vedla skrze opevnění, byli nuceni „zanechat koně a výzbroj“.
Podle Fuldských análů bylo oněch koní 644, na Moravu tedy putovala z Čech početná vojenská podpora, zřejmě jako nevěstino věno. Touto nevěstou ale zřejmě nebyla Sventozizna. Je pravděpodobné, že v roce 871 už Svatopluk byl ženatý a nejspíš měl i syna. Dost možná se jednalo o nevěstu určenou pro budoucího českého knížete Bořivoje, dost možná příbuzného moravských Mojmírovců. V tom případě by se jednalo o Ludmilu, dceru pšovského knížete Slavibora.
Objevují se teorie o příbuzenství Sventozizny s knížetem Bořivojem, mohla by být jeho sestrou. Jedná se ovšem jen o spekulace, stejně jako v případě Bořivojova moravského původu.